# 緩歩動物
緩歩動物（かんぽどうぶつ、Tardigrade）とは、緩歩動物門（Tardigrada）に属する動物の総称である。4対8本のずんぐりとした脚でゆっくり歩く姿から緩歩動物、また形がクマに似ていることからクマムシ（熊虫、Water bear）と呼ばれている。また、以下に述べるように非常に強い耐久性を持つことからチョウメイムシ（長命虫）と言われたこともある。緩歩動物の最初の化石は、カンブリア紀の岩石から見つかっている。
肉眼では確認しにくい微小な動物であり、熱帯から極地方、超深海底から高山、温泉の中まで、海洋・陸水・陸上のほとんどありとあらゆる環境に生息する。堆積物中の有機物に富む液体や、動物や植物の体液（細胞液）を吸入して食物としている。
およそ1000種以上（うち海産のものは170種あまり）が知られている。

## 特徴

### 外部形態

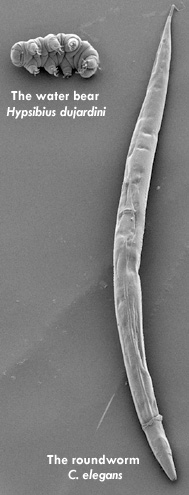
ドゥジャルダンヤマクマムシと線虫の1種（、体長約1ミリメートル）を並べた電子顕微鏡写真。

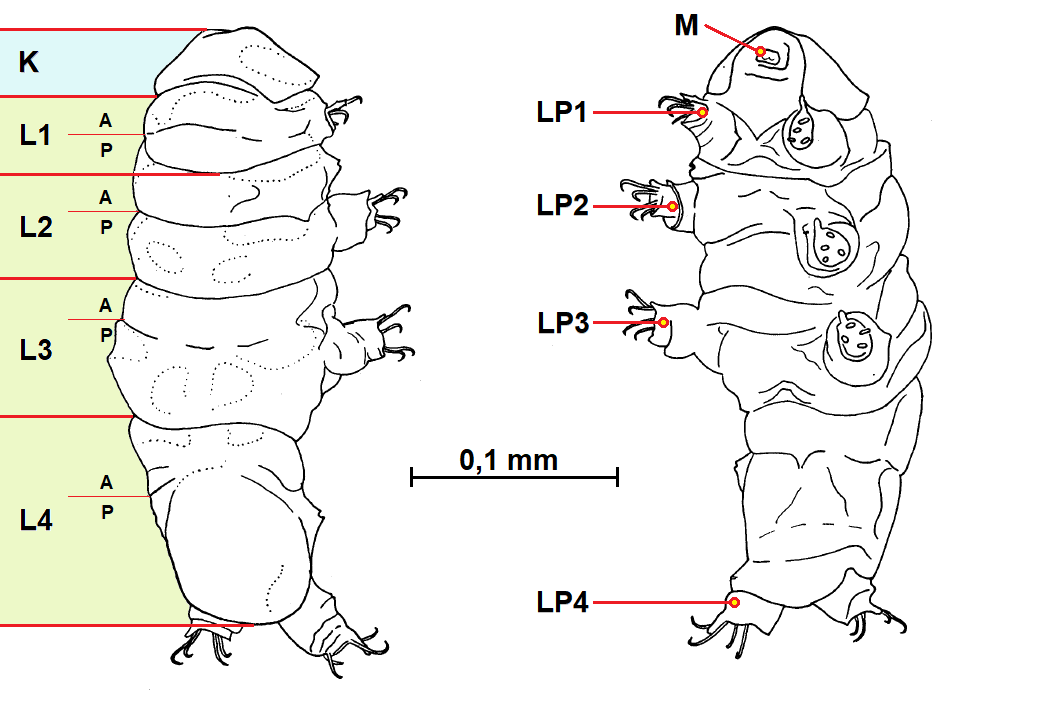
クマムシの体
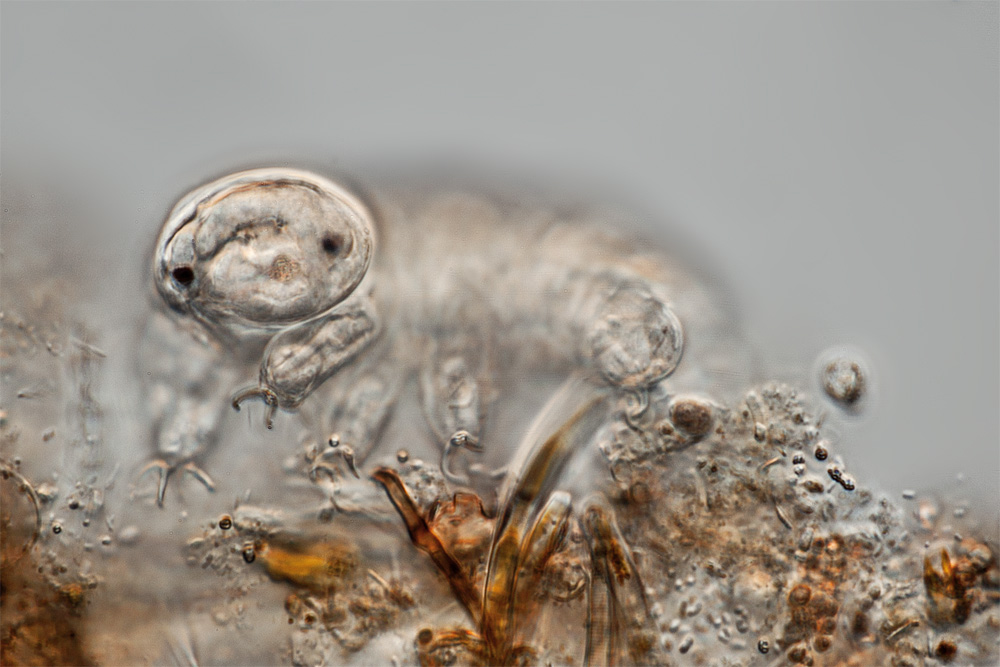
1対の眼を持つクマムシの1種
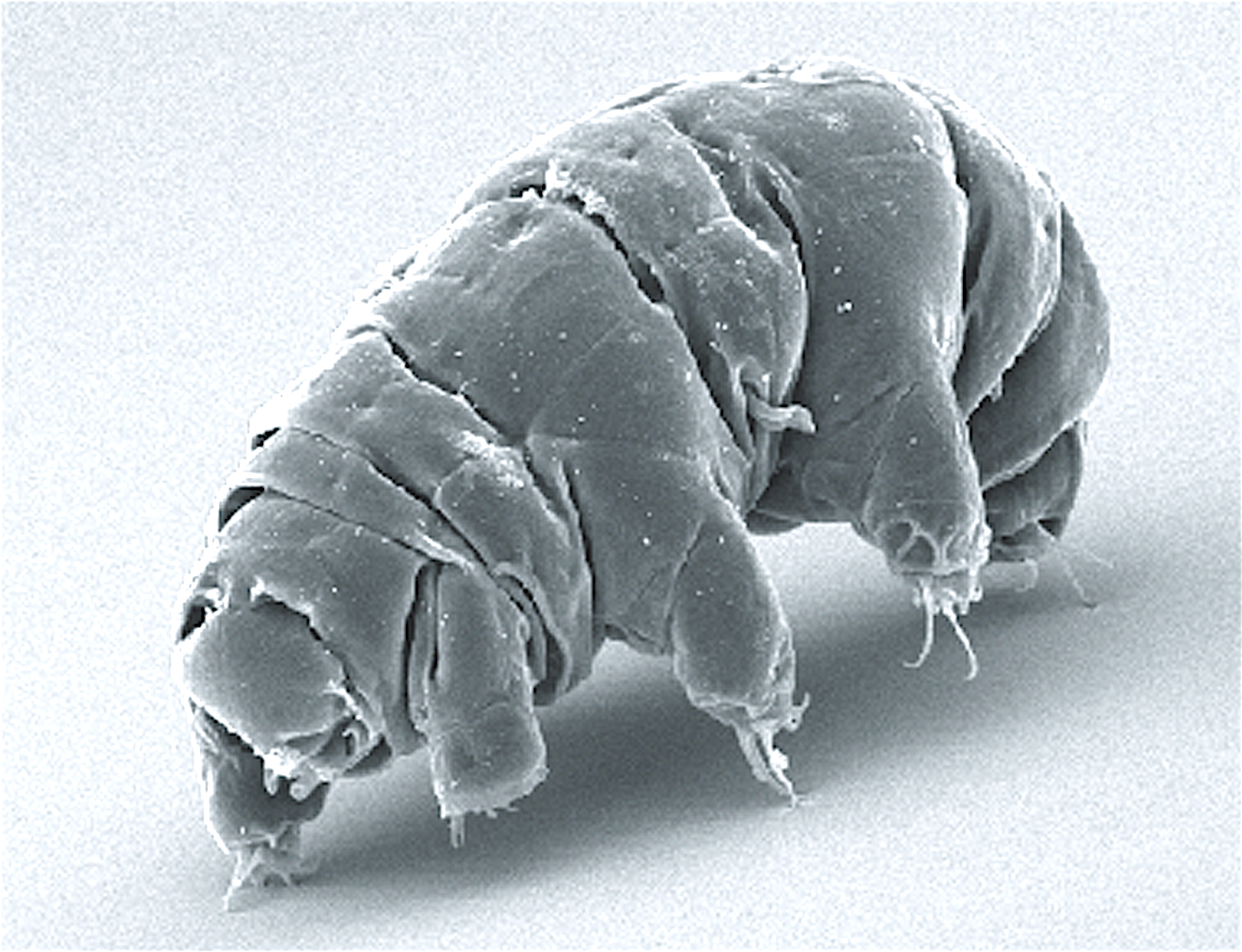
オニクマムシ

体長は50マイクロメートルから1.7ミリメートルの微小な動物である。体節制をもち、基本的には頭部1節と胴部4節からなり、キチン質のクチクラで覆われている。真クマムシ目のものは外面がほぼなめらかだが、異クマムシ目のものは装甲板や棘（）、毛などを持ち、変化に富んだ外見をしている。
胴部の各体節から出る4対の脚を持ち、前の3対は体節の両腹側に備わり、最後の1対は体節の後端を占める。脚は丸く突き出て関節がなく、先端には基本的に4-10本の爪、または粘着性の円盤状組織が備わっている。
頭部に眼点を持つものもある。口の近くに口縁乳頭などの小突起を持つ例もあるが、外部に出た触角や口器などはない。

### 内部形態

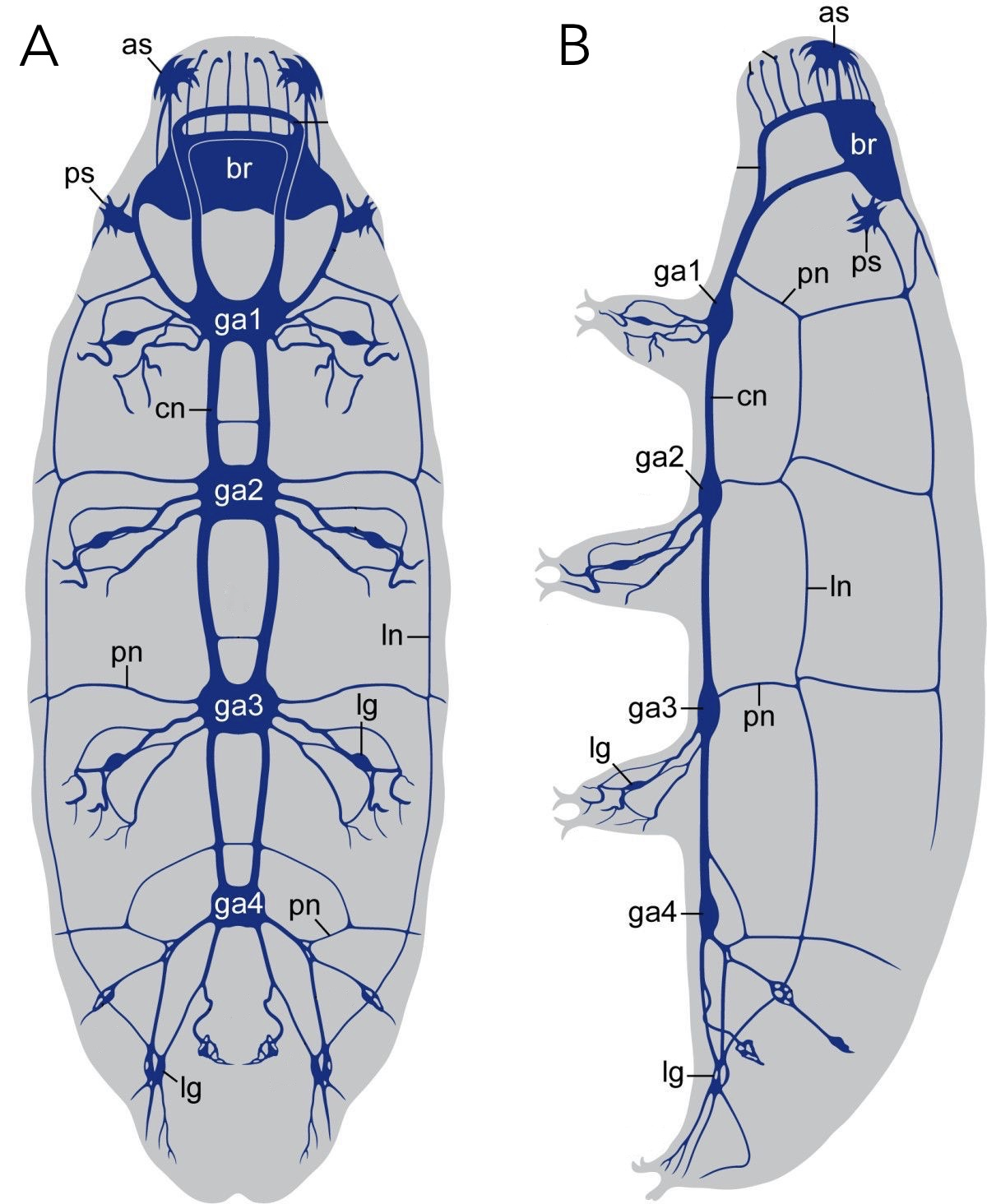
クマムシの神経系
- 消化管に内容物を持つクマムシ

体腔は生殖腺のまわりに限られる。口から胃、直腸からなる消化器系を持ち、口の中には1対の歯針（stylet）がある。
呼吸器系、循環器系はない。酸素、二酸化炭素の交換は、透過性のクチクラを通じて体表から直接行う。神経系ははしご状。通常、1対の眼点と、脳、腹側の2本の縦走神経によって結合された5個の神経節を持つ。

## 生殖と発生
多くの種では雌雄異体だが、圧倒的に雌が多い。雌雄同体や単為発生も知られる。腸の背側に不対の卵巣又は精巣がある。産卵は単に産み落とす例もあるが、脱皮の際に脱皮殻の中に産み落とす例が知られ、脱皮殻内受精と呼ばれる。
幼生期はなく、直接発生して脱皮を繰り返して成長する。その際、体細胞の数が増加せず、個々の細胞の大きさが増すことで成長することが知られる。

## 生態

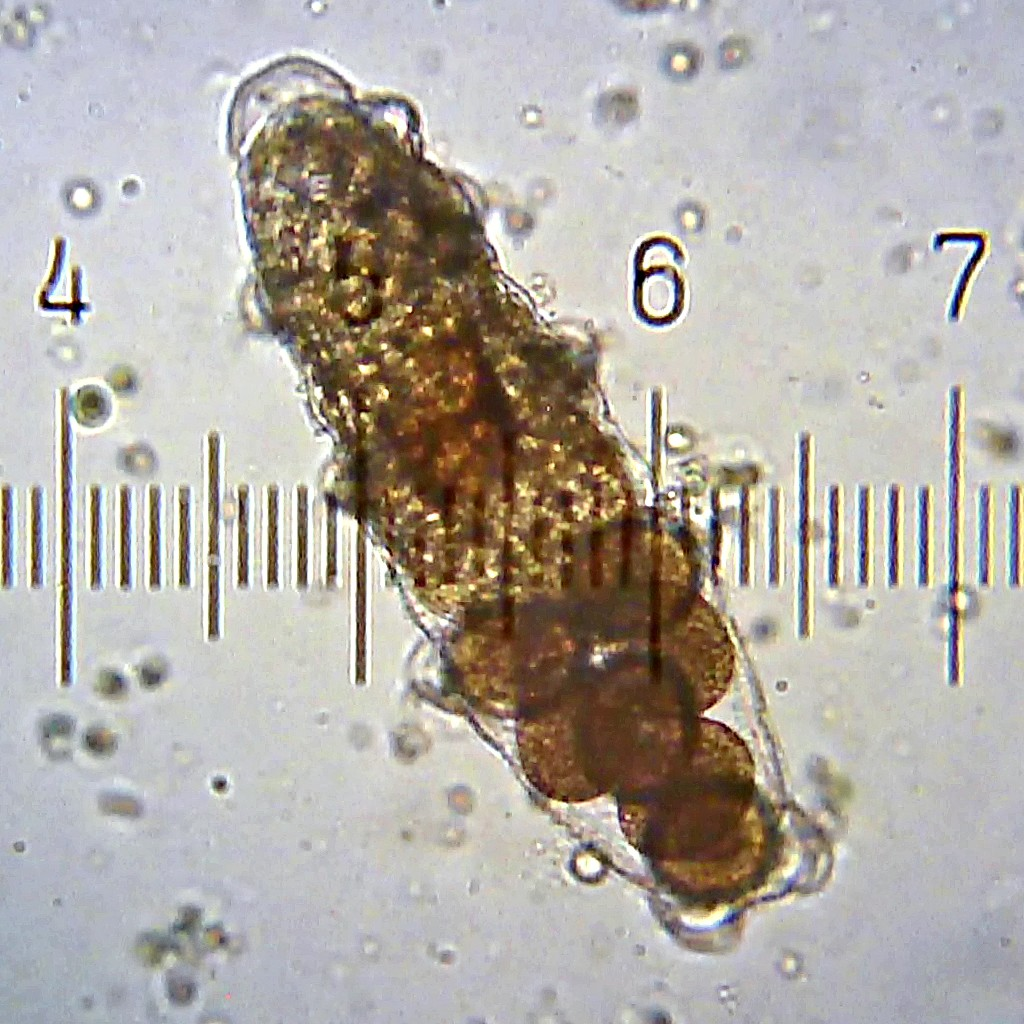
脱皮殻の中で産卵するクマムシ

陸上性の種の多くは蘚苔類などの隙間におり、半ば水中的な環境で生活している。樹上や枝先のコケなどにも棲んでいる。これらの乾燥しやすい環境のものは、乾燥時には後述のクリプトビオシスの状態で耐え、水分が得られたときのみ生活していると考えられる。2021年3月16日には千葉大学の研究チームにより、山形県・月山の標高750メートルの雪上で大量のクマムシの新種を発見したことが発表されている。このクマムシの体内からは雪上で繁殖している藻が確認されている。
水中では水草や藻類の表面を這い回って生活するものがおり、海産の種では間隙性の種も知られる。遊泳力はない。

## クリプトビオシス
一部の緩歩動物は、乾眠（かんみん）によって環境に対する絶大な抵抗力を持つ。乾眠（anhydrobiosis）はクリプトビオシスの一例で、無代謝の休眠状態である。この現象が「一旦死んだものが蘇生している」のか、それとも「死んでいるように見える」だけなのかについて、長い論争があった。現在ではこのような状態を、クリプトビオシス（cryptobiosis '隠された生命活動'の意）と呼ぶようになり、「死んでいるように見える」だけであることが分かっている。他にも線虫、ワムシ、アルテミア（シーモンキー）、ネムリユスリカなどがクリプトビオシスを示すことが知られている。

### 乾眠の過程
緩歩動物は周囲が乾燥してくると体を縮める。これを「樽（tun）」と呼び、代謝をほぼ止めて乾眠の状態に入る。乾眠個体は、後述する過酷な条件にさらされた後も、水を与えれば再び動き回ることができる。ただしこれは乾眠できる種が乾眠している時に限ることであって、全てのクマムシ類が常にこうした能力を持つわけではない。さらに動き回ることができるというだけであって、その後通常の生活に戻れるかどうかは考慮されていないことに注意が必要である。
乾眠状態には瞬間的になれるわけではなく、ゆっくりと乾燥させなければあっけなく死んでしまう。乾眠状態になるために必要な時間はクマムシの種類によって異なる。乾燥状態になると、体内のグルコースをトレハロースに作り変えて極限状態に備える。水分がトレハロースに置き換わっていくと、体液のマクロな粘度は大きくなるがミクロな流動性は失われず、生物の体組織を構成する炭水化合物が構造を破壊されること無く組織の縮退を行い、細胞内の結合水だけを残して水和水や遊離水が全て取り除かれると酸素の代謝も止まり、完全な休眠状態になる。ただし、クマムシではトレハロースの蓄積があまり見られないため、この物質の乾眠への寄与はあまり大きくないと考えられている。

### 耐性
クマムシは非常に大きな耐性強度を持つことで知られている。ただしそれは他の多細胞生物と比較した場合の話であり、単細胞生物では芽胞を作ることにより、さらに過酷な環境に耐えることができるものもいる。
- 乾燥 : 通常は体重の85%をしめる水分を3%以下まで減らし、極度の乾燥状態にも耐える。
- 温度 : 100 °Cの高温から、ほぼ絶対零度（0.0075ケルビン）の極低温まで耐える。
- 圧力 : 真空から7万5000気圧の高圧まで耐える[3]。
- 放射線 : 高線量の紫外線、X線、ガンマ線等の放射線に耐える。X線の半致死線量は3000-5000グレイ(ヒトの半致死線量は4グレイ)[4]。
- 射出 : 拳銃弾より速いスピードでの射出に耐える[5] 。

強力な耐性ながら寿命は半年だが、クマムシは乾眠状態になると長期の生存が可能である。例えば、ある博物館に保管されていた130年前のコケに水をかけると、ひからびた樽状のクマムシがもとに戻ったという記録もある。ただし、この現象は実験的に実証されているわけではなく、学術論文にも相当するものはない。
2007年、クマムシの耐性を実証するため、ロシアの科学衛星フォトンM3でクマムシを宇宙空間に10日間直接さらすという実験が行われた。回収されたクマムシを調べたところ、太陽光を遮り宇宙線と真空にさらした場合、クマムシは蘇生し、生殖能力も失われないことが確認された。太陽光を直接受けたクマムシも一部は蘇生したが、遮った場合と比べ生存率は低かった。
耐性は乾眠によって強化されている可能性がある。2015年の米国科学アカデミー紀要（PNAS, Proceedings of the National Academy of Sciences of the United States of America）掲載論文によれば、クマムシの一種の遺伝子は水平伝播による外来遺伝子が全体の17.5%にも及ぶという。大部分は細菌のDNAで、その他菌類、植物、古細菌、ウイルスのDNAが含まれ、ストレス耐性にかかわるものもあったとされる。その仕組みについては、乾燥した細胞膜が物質を透過しやすい状態になり、そこで混入した外来遺伝子がDNA修復の際に組み込まれると推定されると主張している。ただし、異種の動植物の遺伝子の割合が高かったのはサンプルが汚染されていたからではないかとの指摘がなされている。
2019年、イスラエルの月探査機ベレシートが着陸に失敗して墜落。ベレシートには、クマムシを入れた装置が搭載されており、クマムシが事故を生き延びている可能性がある。

## 分類
緩歩動物は以前は節足動物に含まれていたこともあり、また、舌形動物 (Pentastomida) 、有爪動物 (Onychophora) とともに側節足動物 (Pararthropoda) と呼ばれていたこともあったが、21世紀現在では3綱5目15科からなる独立した動物門となり、有爪動物門・節足動物門と共に汎節足動物（Panarthropoda）を構成する。かつて、これらの動物は環形動物の近縁と考えられ、体節動物（Articulata）としてまとめられてきたが、後に鰓曳動物や線形動物などとの類縁関係が有力視され、脱皮動物（Ecdysozoa）を構成し、また舌形動物は独立の動物門ではなく、著しく特殊化した節足動物であることも後に分かった。
汎節足動物の中で、緩歩動物は有爪動物と節足動物より早期に分岐した、もしくは節足動物の姉妹群、などの説がある。また、これらの動物門と同様、緩歩動物も葉足動物から派生したものと考えられる。

### 下位分類
- 異クマムシ綱 Heterotardigrada : 体前端に突起を持ち、体表の付属物や爪の形態が変化に富む。
  - 節クマムシ目（フシクマムシ目） Arthrotardigrada
  - トゲクマムシ目 Echiniscoidea
- 中クマムシ綱 Mesotardigrada : 長崎県・雲仙温泉で発見され1937年に記載されたオンセンクマムシ1種のみからなる。しかし模式標本が残されておらず、その後採集記録がないことから存在が疑問視されている。
- 真クマムシ綱 Eutardigrada : 体前端に突起を持たず、体表も平滑な種が多い。
  - 近爪目（ヨリヅメ目） Parachela
  - 遠爪目（ハナレヅメ目） Apochela